# Weberbauerella
Weberbauerella é um género botânico pertencente à família Fabaceae.

## Espécies
O género Weberbauerella contém duas espécies:
- Weberbauerella brongniartioides Ulbr.
- Weberbauerella raimondiana Ferreyra